# Джеймс из Сент-Джорджа
Джеймс из Сент-Джорджа (Жак де Сен-Жорж; англ. James of Saint George, фр. Jacques de Saint-Georges, лат. Jacobo de Sancto Georgio; около 1230, Сен-Пре, Во — 1309, Мостин, Флинтшир) — мастер-каменщик и архитектор из Савойи, который считается одним из величайших европейских архитекторов Средневековья. Возвёл замки Эдуарда I в Северном Уэльсе, в том числе Конуи, Харлех, Карнарвон, Бомарис и Англси.

## Биография
О происхождении и юности Жака (Джеймса) известно мало. Существуют веские основания полагать, что он родился в Сен-Пре примерно в 1230 году в семье каменщика и архитектора Жана, предположительно Жана де Котереля, автора проекта Лозаннского собора.
Считается, что имя Джеймс из Сент-Джорджа (Жак де Сен-Жорж), полученное после переезда в Англию, является отсылкой к замку в Сен-Жорж-д’Эсперанш в Лионе. Впервые Magistri Jacobi Di Sancto Georgio упоминается в английских документах в 1280 году, через два года после его прибытия в Англию. Скорее всего его покровитель, король Англии Эдуард I, встретил мастера летом 1273 году в Сен-Жорж-д’Эсперанше, когда посещал своего внучатого племянника, графа Савойи Филиппа I, возвращаясь из крестового похода.

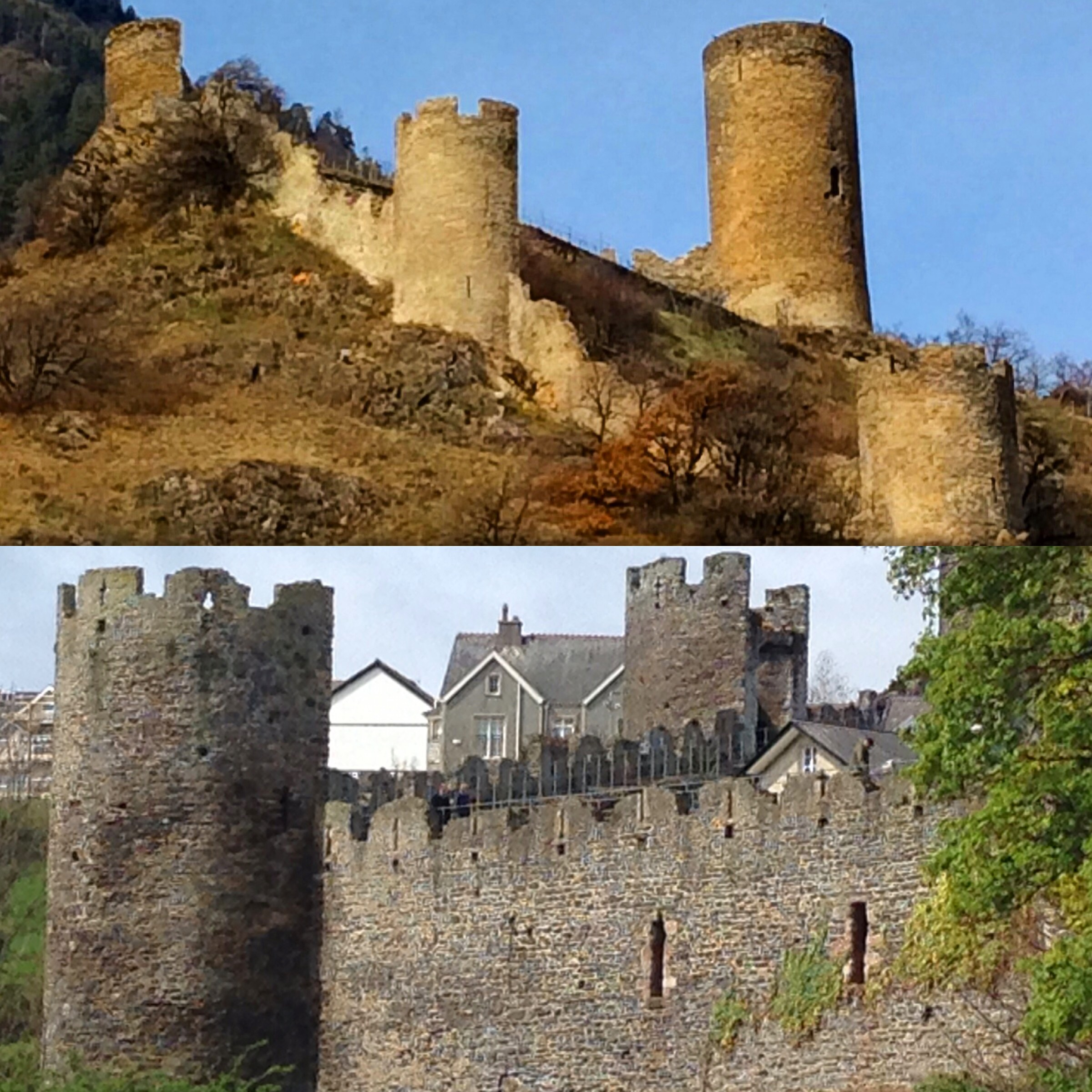
Сравнение городских стен в Сайоне и Конуи.

Историк А. Дж. Тейлор (1911—2002) раскрыл савойское происхождение Джеймса и доказал, что Жак де Сен-Жорж и мастер Джеймс из Сент-Джорджа один и тот же человек. Отправившись из Уэльса в Савойю, Тейлор обнаружил там особенности, характерные для валлийской архитектуры. Тейлор приводит в качестве примеров гардеробы в замке Ла-Батиаз, окна в Шильонском замке и городские стены в Сайоне.
В 1270—1275 годах Джеймс из Сент-Джорджа работал над замками для Филиппа I, графа Савойи, в Сен-Жорж-д’Эсперанше, Ла-Кот-Сент-Андре, Вуароне и Сен-Лоран-дю-Поне. Возможно, его последней работой в Савойе был в замок Арджент в Валле-д’Аосте летом 1275 года.
В апреле 1278 года он прибыл в Уэльс для контроля над возведением замков Флинт, Рудлан, Билт и Аберистуит. Замок Флинт он спроектировал по образцу построенного ранее замка в Ивердон-ле-Бене.
Около 1285 года Джеймс из Сент-Джорджа был назначен королевским зодчим в Уэльсе; эта должность дала ему полный контроль над возведением замков Конуи, Карнарвон и Харлех. Работы над Харлехом завершились в 1289 году, а в июле 1290 года Джеймс был назначен констеблем замка; он занимал должность до декабря 1293 года.

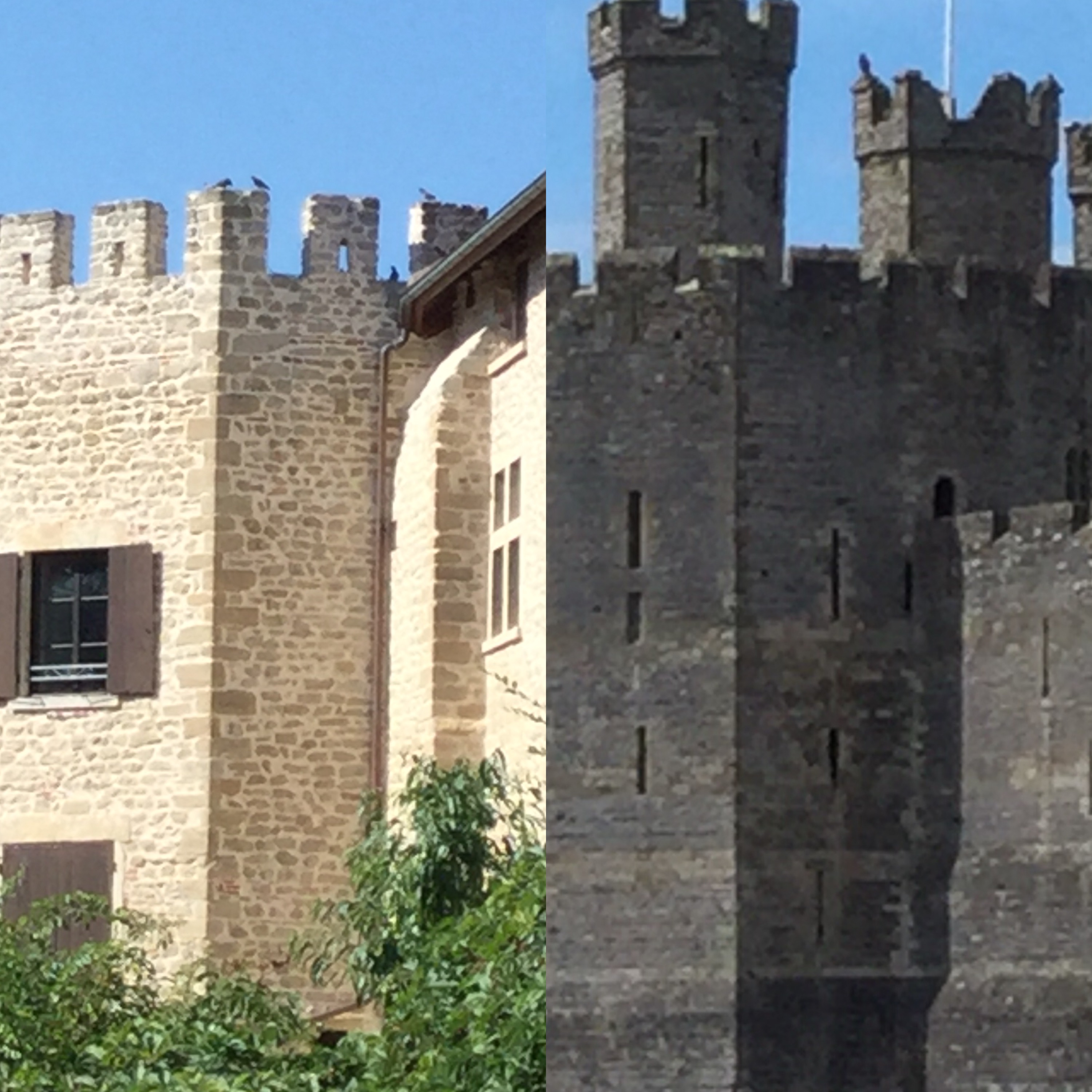
Сравнение замков в Сен-Жорж-д’Эсперанше и Карнарвоне.

Последним валлийским замком мастера является Бомарис, работа над которым началась в апреле 1295 года. По мнению историка Марка Морриса, это самый «идеально продуманный замок» из всех замков Джеймса из Сент-Джорджа. Возведение замка всё ещё продолжалось на момент смерти мастера в 1309 году.
В сентябре 1298 года Джеймс из Сент-Джорджа присоединился к королю в Шотландии. В феврале 1302 года ему поручили контроль над строительством новых укреплений в Линлитгоу.
Джеймс из Сент-Джорджа был женат на женщине по имени Амброзия, которая, вероятно, скончалась раньше него.